# Securitate
Securitate was de benaming van de Roemeense geheime staatsveiligheidspolitie. De Securitate werd opgericht in 1948 na de communistische machtsovername in Roemenië.
Hoewel de Securitate al onder premier Gheorghiu-Dej een rol van betekenis speelde, groeide haar macht vooral onder zijn opvolger, Nicolae Ceaușescu. Ceaușescu maakte van de Securitate een goedbetaald elitekorps, dat (gepaaid met allerlei privileges) een soort persoonlijk leger werd van Ceaușescu. Haar buitenland-afdeling, de DIE, speelde een belangrijke rol voor de rekrutering van buitenlandse spionnen voor het regime (veelal in het buitenland verblijvende Roemenen).
De Securitate bleef Ceaușescu trouw tijdens de volksopstand van december 1989. Pas na de executie van Nicolae Ceaușescu en zijn vrouw Elena, legde de Securitate haar wapens neer.
De Securitate werd hierna omgevormd tot een reguliere veiligheidsdienst.